# Micranthes stellaris
La saxifraga estrellada o estrellita (Micranthes stellaris o antes, Saxifraga stellaris) es una planta herbácea de la familia de las saxifragáceas nativa del centro y norte de Europa, donde se da en estado silvestre en regiones montañosas desde el Reino Unido y la península escandinava hasta los Alpes. También se encuentra en Sierra Nevada y en la Sierra de Béjar (España).

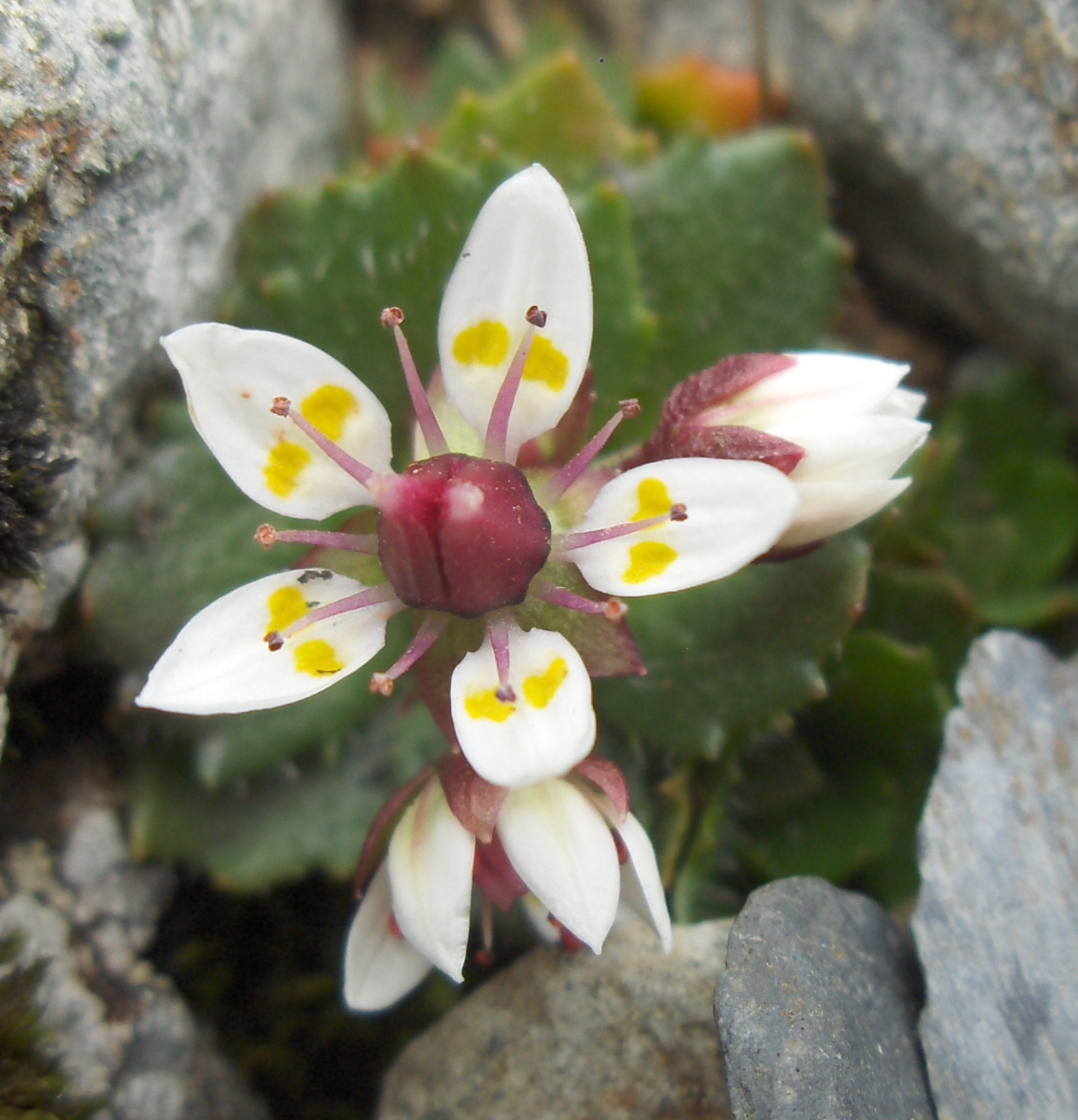
Detalle de la flor

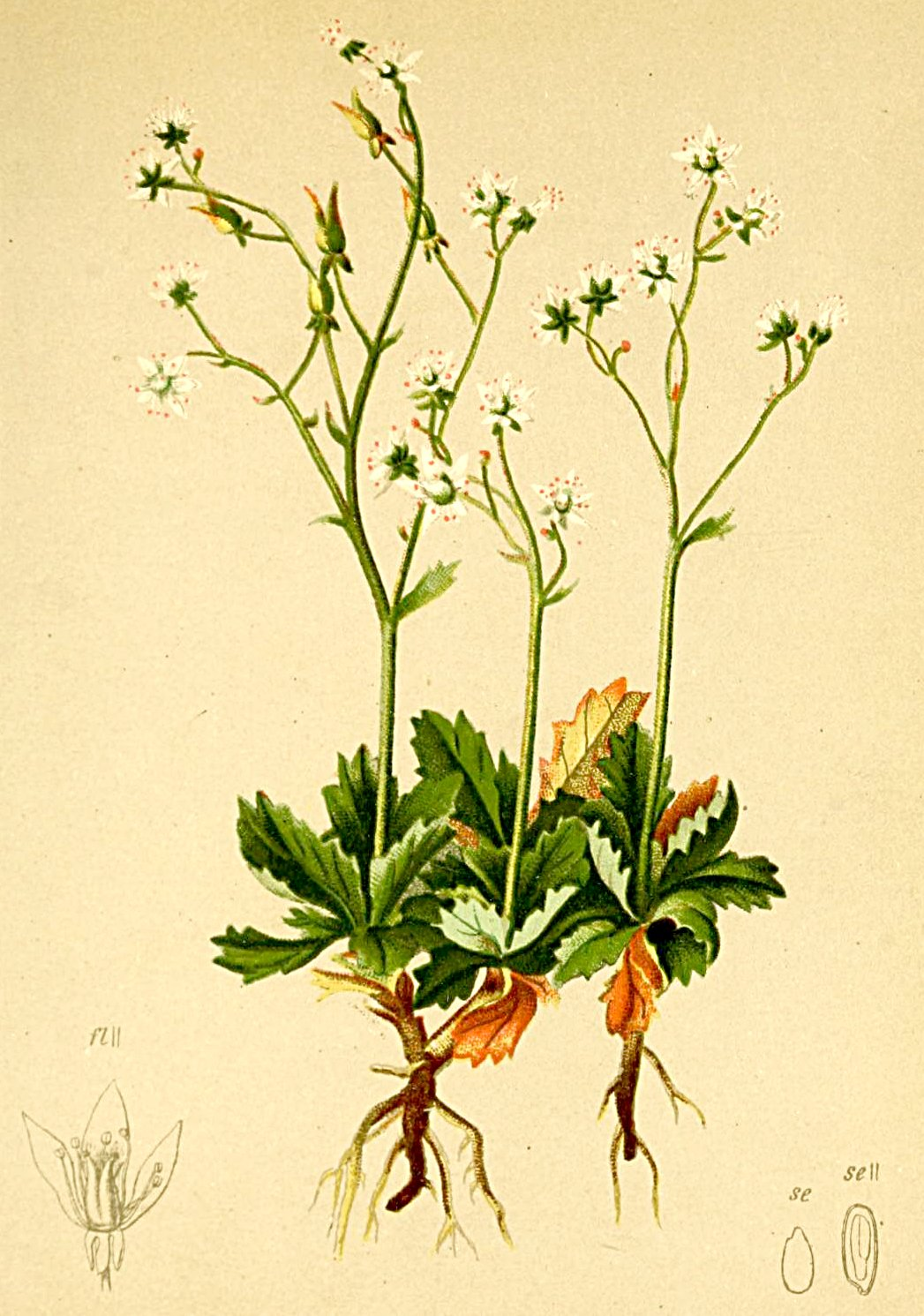
Ilustración

## Descripción
Es una hierba perenne, que nace de una roseta basal de ovas ovales y pilosas; su nombre le viene de la distintiva flor, pequeña y de cinco pétalos blancos, que se presenta en racimos al cabo de un tallo floral de 15 a 30 cm de largo. 5 sépalo linear-lanceolados, vueltos hacia abajo en la frutificación. Hojas basales correosas, con peciolo poco diferenciadom obovadas o espatuladas, subenteras o con hasta 9 dientes en los bordes, largamente cuneadas en la base. Ovario situado por encima del resto de las piezas florales. Fruto en cápsula con numerosas semillas. Florece desde finales de primavera y en el verano.

## Hábitat
Rocas húmedas, junto a manantiales, en las montañas.

## Distribución
En la mayoría de las cordilleras de Europa y en el extremo norte en bajas altitudes.

## Taxonomía
Micranthes stellaris fue descrita por (L.) Galasso, Banfi & Soldano y publicado en Atti della Societa Italiana di Scienze Naturali e del Museo Civico di Storia Naturali (in Milano; di Milano) 146(2): 231. 2005.
Etimología
Saxifraga: nombre genérico que viene del latín saxum, ("piedra") y frangere, ("romper, quebrar"). Estas plantas se llaman así por su capacidad, según los antiguos, de romper las piedras con sus fuertes raíces. Así lo afirmaba Plinio, por ejemplo.
stellaris: epíteto latino que significa "como una estrella".
Sinonimia
- Hydatica stellaris (L.) Gray
- Micranthes stellaris (L.) Galasso, Banfi & Soldano
- Robertsonia stellaris (L.) Link
- Saxifraga stellaris var. gemmifera D.A.Webb
- Spatularia stellaris (L.) Haw.[5]

## Nombre común
- Castellano: saxífraga estrellada.[6]